# Sankt Hans kyrka, Lund
Ej att förväxla med den tidigare medeltida Sankt Hans kyrka i Lunds innerstad, se Sankt Hans kyrka, Lund (medeltiden)
Sankt Hans kyrka är en kyrkobyggnad i Lund. Den är församlingskyrka i Lunds östra stadsförsamling i Lunds stift.

## Kyrkobyggnaden
Kyrkan, belägen i stadsdelen Norra Fäladen, invigdes 27 mars 1971 och är en modernistisk kyrka i tegel ritad av Hakon Ahlberg, Yngve Lundquist och Hans Rendahl. Inredningen är mycket enkel och stilren med gult tegel såväl i väggar som golv. Altare, dopfunt och predikstol är flyttbara, så att kyrkorummets användning blir flexibelt. Altaret står på kyrkans lägsta nivå, symboliserande att Kristus stigit ned till människorna och finns bland dem.

## Inventarier
Bakom altaret hänger en kordekoration gjord av Stig Carlsson. Den består av ett ljust, "leende" kors framför och döljande ett mörkt kantigt kors och tre cirklar som går in i varandra, symboliserande treenigheten. Från mittgången ser man ett "nådens regn" av glasplattor i varierande färger falla från dekorationens mittcirklar ned över altaret. Stig Carlsson har också skapat de 10 keramiktavlor, Via Dolorosa, som finns på östväggen, till höger om altaret. 

### Orgel
Orgeln byggdes av A. Mårtenssons Orgelfabrik AB, Lund, hade ursprungligen 16 stämmor och invigdes 1978. Den hade rent mekanisk traktur och registratur. 2019 gjordes en tillbyggnad av Anders Sällström med 2 stämmor  och dessa har elektriskt styrda ventiler.
| Huvudverk I         | Bröstverk II  | Pedal            | Koppel |
| Principal 8´ (2019) |               |                  |        |
| Rörflöjt 8´         | Gedackt 8'    | Subbas 16´       | I/P    |
| Kvintadena 8'       | Spetsflöjt 8' | Gedackt 8'       | II/P   |
| Principal 4'        | Principal 2'  | Nachthorn 4'     | II/I   |
| Koppelflöjt 4'      | Nasat 1 1/3'  | Basun 16' (2019) |        |
| Kvinta 2 2/3'       | Regal 8'      | Skalmeja 4'      |        |
| Blockflöjt 2'       | Tremulant     |                  |        |
| Ters 1 3/5'         |               |                  |        |
| Mixtur 4 chor       |               |                  |        |

## Galleri

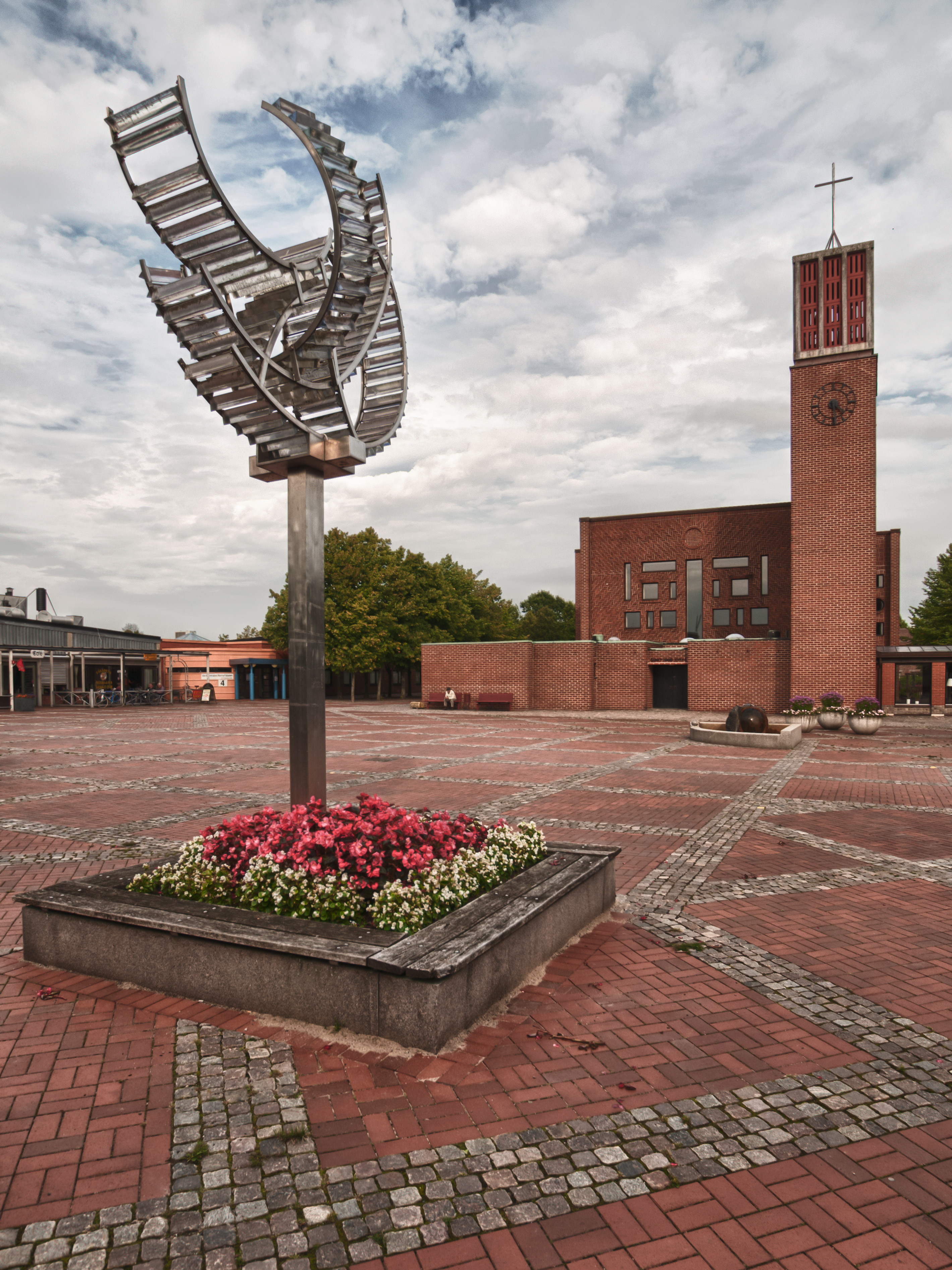
Fäladstorget med Sankt Hans kyrka och Edvin Öhrströms skulptur "Rymdskeppet".
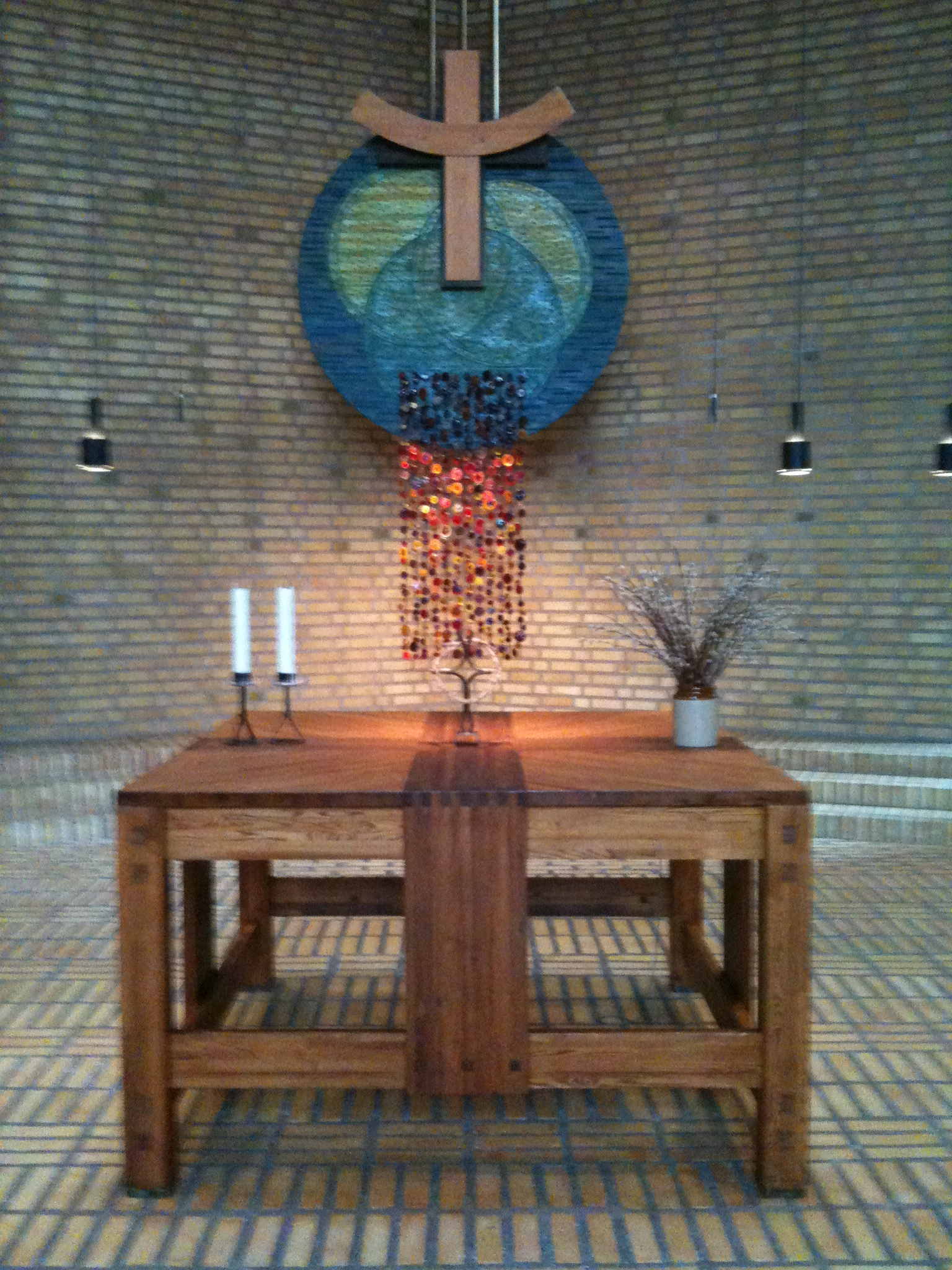
Altare.
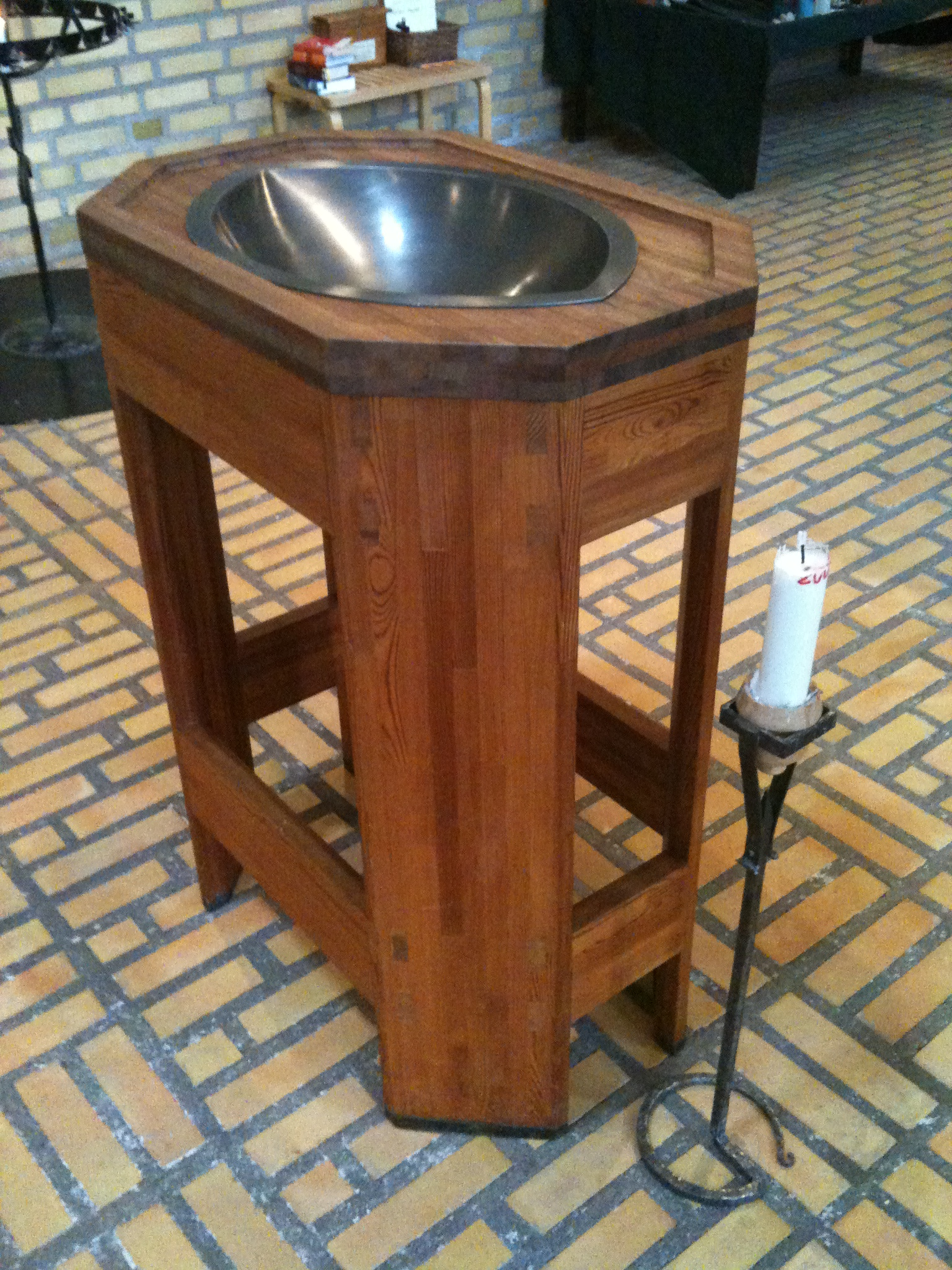
Dopfunt.
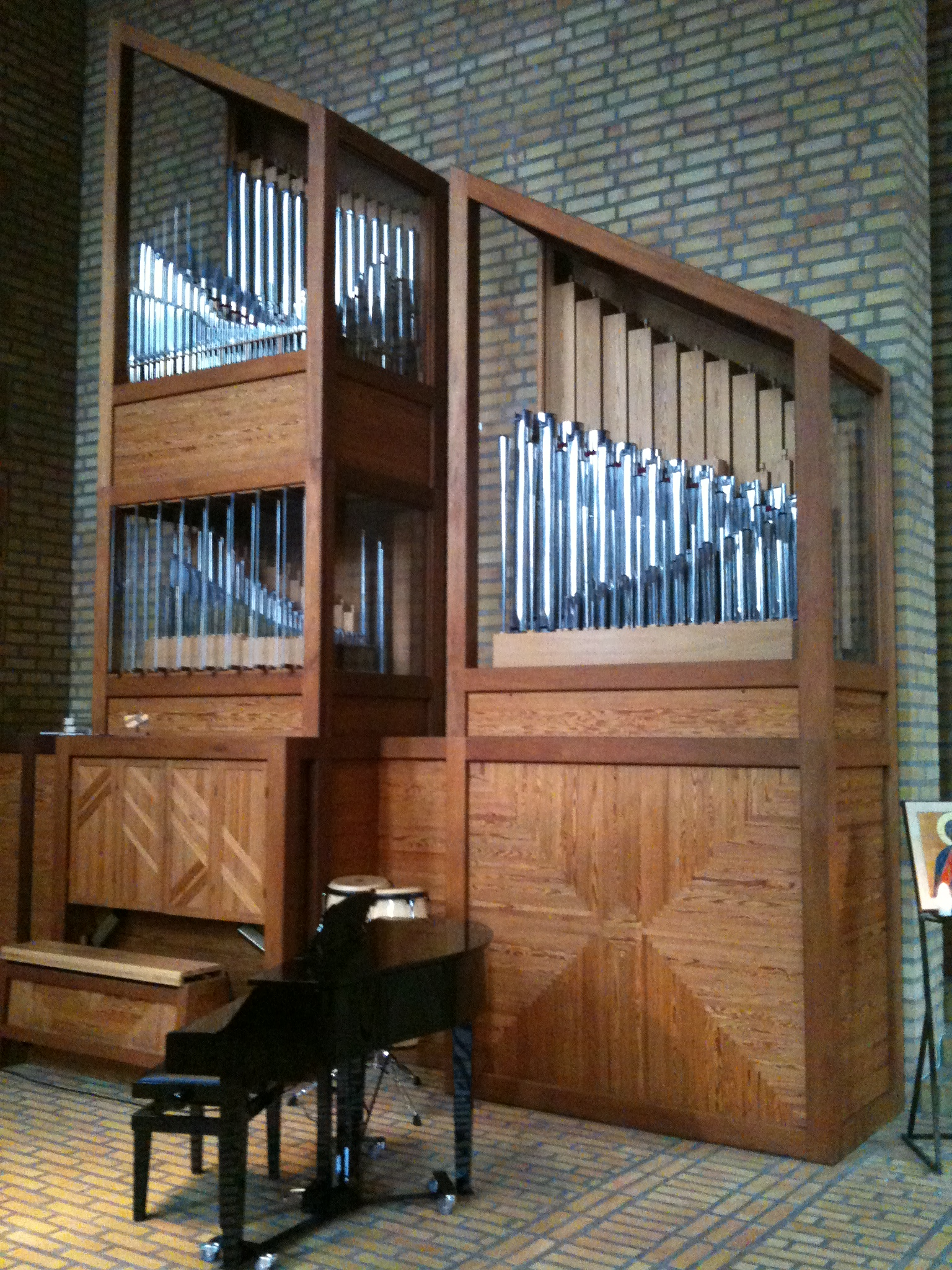
Orgel.